# Fanoš Mikulecký
Fanoš Mikulecký, vlastním jménem František Hřebačka (28. července 1912 Mikulčice – 23. března 1970 Hodonín), byl moravský skladatel zlidovělých písní z rodného kraje.
Profesí dekoratér a jevištní malíř. Živil se jako malíř pokojů. Od roku 1946 působil jako vedoucí redaktor v časopise Malovaný kraj.
Svoje písně skládal anonymně. K autorství se přihlásil dodatečně v době, kdy dosáhly všeobecný věhlas. Za svůj život složil téměř 200 písní a tři lidové opery. K známějším patří zejména V širém poli studánečka nebo Vínečko bílé.
V roce 2016 mu byla in memoriam udělena Cena Jihomoravského kraje za přínos v oblasti folkloru.

## Zajímavost
Ve filmu Opera ve vinici vytvořil roli jeho osoby Josef Kemr. Film částečně pojednává o jeho životě a autorství písní.